# First Nation of Nacho Nyak Dun
Die First Nation of Nacho Nyak Dun ist eine der kanadischen First Nations im Yukon. Der Name geht auf Na Cho Nyak (Großer Fluss) zurück, womit der Stewart River bezeichnet wurde.
Die meisten Angehörigen des Stammes leben in Mayo. Sie gehören zur Sprachfamilie des Athabaskischen, genauer gesagt zum Nördlichen Tutchone. Die Nacho Nyak Dun haben nicht nur Tutchone-Vorfahren, sondern sind zum Teil auch mit den Gwich'in und den Dene verwandt. Sie sind allerdings stärker mit den Nördlichen Tutchone von Selkirk um Pelly Crossing und der Little Salmon/Carmacks First Nation um Carmacks verbunden. Mit ihnen zusammen bilden die drei Gruppen den Northern Tutchone Tribal Council, der in gemeinsamen Angelegenheiten auftritt.
Im Dezember 2009 waren auf Grundlage des Indianergesetzes 474 Menschen als Angehörige der First Nation of Nacho Nyak Dun anerkannt. Der Stamm selbst gibt die Zahl seiner Mitglieder mit 602 an. Ihre beiden Reservate Mayo 6 und McQuesten 3 umfassen rund 114 Hektar.
Das traditionelle Territorium umfasst 162.456 km², wovon 131.599 zum Yukon und 30.857 zu den Nordwest-Territorien gehören.

## Geschichte

### Frühgeschichte
In der Frühgeschichte waren die Nacho Nyak Dun Jäger, Sammler und Fallensteller. Der Stamm bestand aus zwei Moietys, die „Krähe“ und „Wolf“ hießen.
Früheste Lebensgrundlage waren die Karibuherden, aber auch Elche, Schafe und Murmeltiere, Hasen und Alaska-Pfeifhasen. Dazu kamen Vögel und Fische, vor allem Lachs. Das raue Klima erforderte ein halbnomadisches Leben, bei dem Familien in Frühjahrs- und Sommerlagern zum Fischen zusammenkamen, aber auch im kurzen Herbst, um zu jagen.
Kleidung und Behausungen waren dem Klima und der nomadischen Lebensweise angepasst. Dementsprechend lebten sie in Unterkünften aus Zweigen, Geäst und Fellen. Schamanen galten als Heiler und nahmen Kontakt mit spirituellen Mächten auf. Zudem halfen sie beim Auffinden von Jagdtieren.

### Gold- und Silberfunde
In den 1880er Jahren wurden in der Region Mayo erste Goldfunde gemacht, später kam Silber hinzu. Mayo wurde bis in die 1950er Jahre von Booten versorgt, die vom Straßenverkehr über den Klondike Highway bzw. den Silver Trail abgelöst wurden. Der Silver Trail verband Mayo mit Stewart Crossing.
1915 kam Reverend Julius Kendi, ein Indianer, zu den Fraser Falls, an denen sich viele Angehörige des Stammes zum Trocknen des gefangenen Fischs trafen. Kendi war anglikanischer Katechist vom Peel River district. Er überzeugte sie, dass es besser sei, ein eigenes Dorf 3 km unterhalb von Mayo, das seit 1903 entstanden war, am gegenüberliegenden Ufer des Stewart River zu errichten. Albert Tom war 55 Jahre lang Häuptling in dem so entstandenen Dorf, das einfach The Old Village hieß. Diese Umsiedlung geschah, wie vermerkt wurde, zur Zufriedenheit der Leute in Mayo und der Indianer, die den Ort verlassen mussten „mit Ausnahme von, vielleicht, ein paar Squaws“.
Insgesamt erreichte die anglikanische Kirche zusammen mit der dortigen Polizeitruppe eine Phase relativ stabiler Segregation ab etwa 1905, die bis 1942 andauerte. Sie war ohne die Entwicklung stereotyper Bilder des Indianers und der Vorstellungen von „Wildheit“ und allgemein Minderwertigkeit in der weißen Gesellschaft des Korridors zwischen Dawson, Mayo und Whitehorse kaum vorstellbar. Die Indianer waren dem als schädlich wahrgenommenen Einfluss der Weißen entzogen, andererseits besetzten sie kein wirtschaftlich verwertbares Land, insbesondere für Prospektoren, wie Indianeragent John Hawksley feststellte. Diese Entfernung aus den Siedlungszentren geschah in allen größeren Orten. Noch 1947 wehrten sich in Mayo weiße Eltern gegen den Besuch der örtlichen Schule durch Indianerkinder. Das Krankenhaus verweigerte Indianern die Behandlung und ließ sie stattdessen in einem Zelt hinter dem Gebäude versorgen. 1932 gehörten in der Gemeinde Mayo 168 Weiße der Gemeinde St. Mary an, 43 Natives St. Mark.
In den 50er Jahren versuchten katholische Missionare an Teslin und Ross River, aber auch um Mayo Anhänger zu gewinnen. 1950 waren im Ort 80 Bewohner Anglikaner und 11 Katholiken. Dabei wurden die anglikanischen Indianergemeinden meistens von Katechisten betreut, wie im Fall von Old Village durch John Martin, der aus McPerson in den Nordwest-Territorien stammte. Er erbat 1932 die Ordination, doch lehnte man dies ab. Daher wandte er sich an Erzbischof Isaac Stringer (Rupert's Land), der ihn jedoch ebenfalls für theologisch zu wenig ausgebildet hielt. Martin wurde nie Priester und starb, offenbar hoch angesehen, am 8. März 1937.

### Straßenbauten, Landansprüche und Selbstregierung
1973 bis 1984 verhandelten die nördlichen Tutchone und die Regierungen in Whitehorse und Ottawa vergeblich um Landansprüche und die daran hängenden Nutzungsrechte, sowie um die Formen der Selbstregierung (self government). Erst 1993 kam es zu einem Durchbruch und infolgedessen zu einem Vertrag. Der Stamm ist dementsprechend Besitzer und Gesetzgeber für ein Gebiet von 1.830 Quadratmeilen, und er erhält, über 15 Jahre verteilt, 14.554.654 Dollar. Häuptling (chief) ist Simon Mervyn Senior.

## Aktuelle Situation
Zusammen mit der Tr’ondek Hwech’in First Nation schlossen sie einen Vertrag mit Yukon Energy zur Versorgung Dawson mit Strom über die Mayo Dawson Power Line.
Im Mai 2008 schloss der Stamm mit der Alexco Resource Corp. eine vorläufige Vereinbarung über den Silberabbau im Keno Hill Silver District unweit des Mayo Lake. Dort, im Raum um Keno und Elsa, besitzt Alexco rund 40 Silberminen.
Die nicht mehr in Gebrauch stehende Sprache soll revitalisiert werden, die mündliche Überlieferung durch Befragung der Älteren gesammelt werden. Auch werden Orte wie Old Village, wo sich zur jährlichen Feier im Juni 2009 117 Teilnehmer versammelten, oder Lansing Post, die für die Geschichte des Stammes von Bedeutung sind, restauriert.
Hinzu kommen Bemühungen um ökologisch und kulturell wertvolle Pläne und Gebiete, wie der Peel Watershed Land Use Planning process, die Ddhaw Ghro Habitat Protection area oder die Devil’s Elbow Habitat Protection Area. Dazu wurde 2004 ein Fünfjahresplan angenommen.